# Anti-Folk
Anti-Folk ist ein Musikgenre, in dem vom Punk geprägte Musiker den US-amerikanischen Folk aufgreifen und ihn auf ihre Weise interpretieren. Dabei werden aggressive, raue und vor allem auch oft (jedoch nie direkt) politisch gefärbte Texte des Punk mit akustischer Folk-Musik kombiniert. Bewusst gepflegt werden kindliche Naivität und Dilettantismus.

## Geschichte
Mitte der 1980er Jahre entstand in New York rund um das Sidewalk Café im East Village eine Amateurmusikerszene. Sie bezog sich auf die urbane Folkszene der frühen 1960er Jahre im Greenwich Village und deren Sessions, bei denen unter anderem der junge Bob Dylan auftrat. Mit dem Präfix „Anti-“ wollen sie sich jedoch von dessen kommerziellen, glatten Auswüchsen distanzieren. Vorbilder sehen sie so auch in schrägen Bands der 1960er Jahre, die wie sie selbst bewussten Dilettantismus pflegten, wie die Holy Modal Rounders und die Fugs. Auch The Velvet Underground, auf die auch Punk und New Wave Bezug genommen haben, werden als historischer Eckpunkt genannt ebenso wie Beat-Dichter Allen Ginsberg und die US-amerikanischen Punks der späten 1970er wie Richard Hell and the Voidoids. Bezüge gibt es auch zum Naive Pop eines Jonathan Richman oder Daniel Johnston.
Der Musiker Lach (benannt nach einem nordeuropäischen Pornomagazin) prägte den Begriff „Antifolk“. Er ist seit Mitte der 1980er Jahre Gastgeber des „Open Mic“ im „Sidewalk Café“. Das fand oder findet wöchentlich – montags – statt, und es gab oder gibt eine „Open Stage“ im benachbarten Etablissement Raven (mittwochs), bei der jeder, der den Mut dazu hat, seine Musik vorspielen darf. Die Künstler aus diesem Umfeld veröffentlichen zumeist eigene Produktionen. Haben sie einen Plattenvertrag, dann meistens beim Independent-Plattenlabel Rough Trade Records. Dort erschienen 2002 auch zwei Antifolk-Sampler, mit denen die Szene einem größeren Publikum bekannt wurde.
Die bekanntesten Musiker, die aus der New Yorker Antifolkszene stammen, sind Ani DiFranco, Beck, Michelle Shocked, The Moldy Peaches und Regina Spektor.

## Anti-Folk-Musiker und -Bands
- Adam Green
- Ani DiFranco
- Beck
- Ben Kweller
- Diane Cluck
- Herman Dune
- Jeffrey Lewis
- Kimya Dawson
- Regina Spektor
- The Bastard Fairies
- The Moldy Peaches
- Turner Cody